# In extremis (jeu)
Pour les articles homonymes, voir In extremis.
In extremis est un jeu de société créé en 2004 par Roberto Fraga. Il est édité par Cocktailgames.

## Règle du jeu
Le but du jeu est d'être le premier à trouver un mot comportant les lettres des cartes posées sur la table.
Le jeu se compose de 46 cartes « Lettres » avec une face verte et une face rouge. Au début de la partie, les joueurs disposent d'un nombre identique de cartes.
Une carte face verte visible est placée au centre de la table. Cette lettre sera celle par laquelle le mot devra commencer. ensuite les joueurs doivent retourner en même temps la carte supérieure de leur paquet et la poser face visible sur la table. Les joueurs doivent trouver un mot commençant par la lettre verte au centre de la table, comportant les lettres vertes posées par les joueurs (s'il y a 2 lettres identiques vertes, le mot doit en comporter 2) mais ne comportant pas les lettres rouges posées par les joueurs.
Si, parmi les cartes posées par les joueurs il y 2 lettres identiques mais de couleurs différentes, le premier qui tape sur la cartes au centre de la table remporte les cartes (sauf celle de départ du mot).
Le premier joueur à trouver un mot valable (tous les mots sont autorisés sauf les verbes conjugués) remporte toutes les cartes posées sur la table et place la carte supérieure de son paquet face verte visible pour recommencer un tour.
Le jeu s'arrête quand un joueur n'a plus de carte, le vainqueur est alors celui qui possède le plus de cartes.
De 3 à 5 joueurs pour environ 30 minutes.